# Jayson Tatum
Jayson Christopher Tatum (St. Louis, 3 marzo 1998) è un cestista statunitense, professionista in NBA con i Boston Celtics.
Considerato uno dei migliori giocatori della sua generazione e paragonato a grandi campioni del passato come Kobe Bryant e Paul Pierce, è stato selezionato come terza scelta assoluta dai Boston Celtics nel Draft NBA 2017. Dopo aver vinto le Eastern Conference Finals contro i Miami Heat, nel 2022 ha vinto il primo trofeo di NBA Eastern Conference Finals MVP, dedicato alla leggenda dei Celtics Larry Bird.
Detiene il record come giocatore più giovane della storia dei Boston Celtics a raggiungere i 60 punti in una partita. Detiene anche il record per il maggior numero di punti segnati in una partita dell'All Star Game pari a 55, segnati nella gara del 2023 tenutasi a Salt Lake City battendo il record precedente di 52 appartenente a Anthony Davis. 
Durante i playoff del 2023 ha stabilito il record di punti in una gara-7 segnandone 51 nella partita contro i Philadelphia 76ers che portò Boston a vincere la serie e ad avanzare alle finali di Conference. Il record precedente era stato stabilito due settimane prima da Stephen Curry con 50 punti in gara 7 del primo round contro i Sacramento Kings. 
Il 30 novembre 2022 è diventato il giocatore più giovane ad aver messo a segno novecento tiri da 3 punti in carriera.
Si è laureato campione NBA nella stagione 2023/24 con i Boston Celtics.

## Biografia
È cugino dell'ex giocatore e allenatore Tyronn Lue. Originario di Saint Louis è nato e vissuto nello stesso quartiere dell'amico e avversario Bradley Beal con cui ha anche trascorso il periodo della High-School. Ha un figlio di nome Jayson Tatum Jr., meglio conosciuto come Deuce, nato alla fine del 2017, qualche mese dopo il suo arrivo in NBA. Durante la sua carriera ha firmato sponsorizzazioni con alcune multinazionali tra cui Air Jordan e Subway.

## Caratteristiche tecniche
Tatum è alto 203 cm e gioca da ala piccola e più avanti nella carriera da ala grande. È molto abile nell'uno contro uno, oltre a essere un ottimo realizzatore. Dispone di ampie falcate quando si muove, e in più è bravo negli isolamenti oltre ad avere molta etica del lavoro. Si è dimostrato un grande tiratore nei momenti finali delle partite registrando alcuni tiri decisivi sulla sirena.

## Carriera

### Inizi
Nato a St. Louis, Missouri, al liceo ha frequentato la Chaminade College Preparatory School a Creve Coeur, vincendo il prestigioso Gatorade Player of the Year come miglior giocatore liceale del 2016, vantando una media di 29,6 punti e 9,1 rimbalzi a partita.

### College

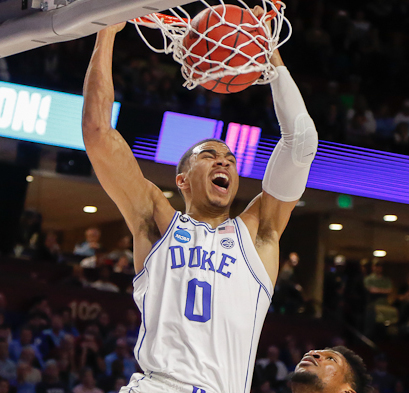
Tatum ai Duke Blue Devils

Nel novembre 2015 viene reclutato dalla Duke University. Dopo aver disputato un'ottima stagione annuncia di voler abbandonare l'università, dichiarandosi eleggibile al Draft NBA 2017.

### NBA, Boston Celtics (2017-)

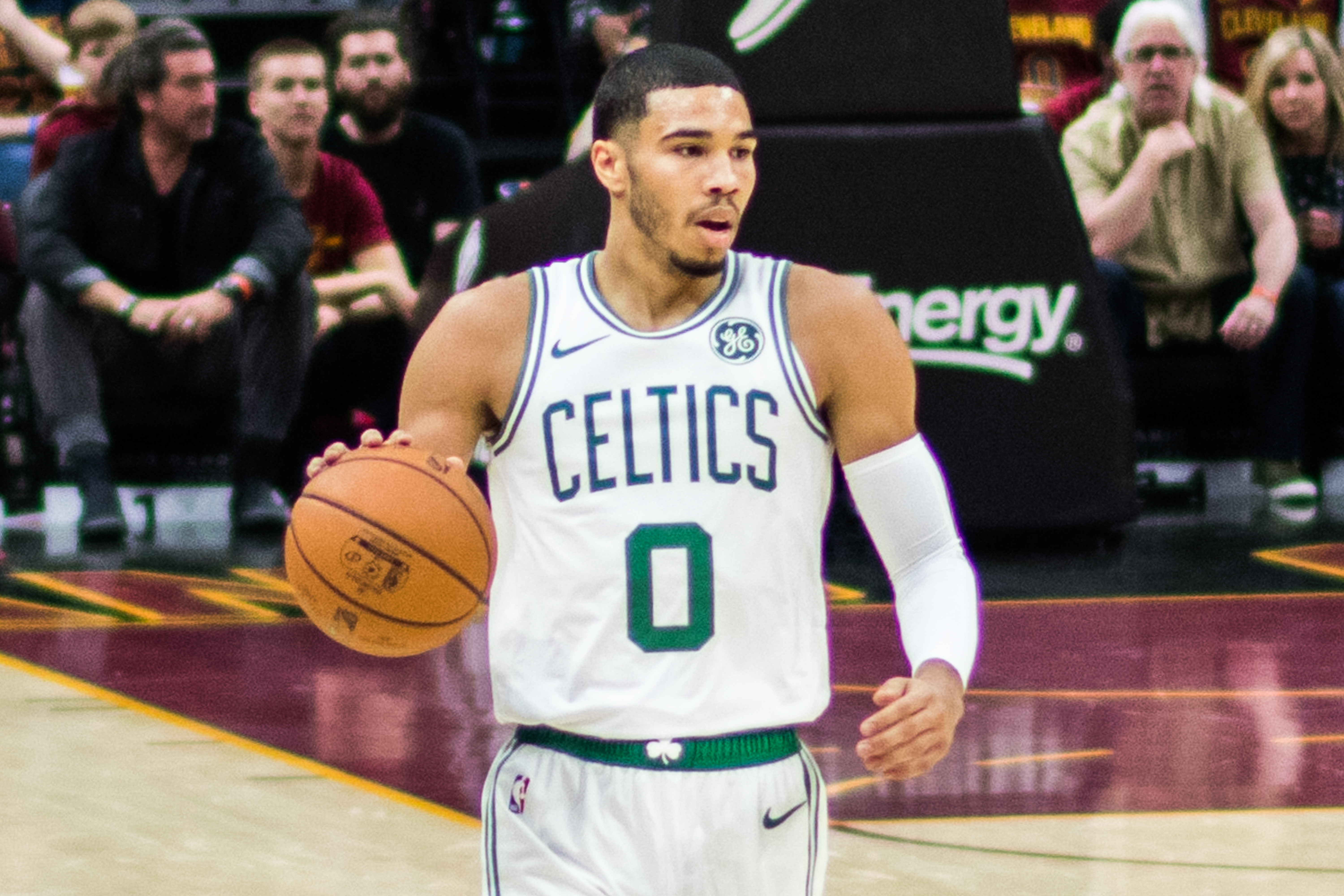
Jayson Tatum in azione contro i Cleveland Cavaliers nel 2018

#### I primi due anni ai Boston Celtics (2017-2019)
Il 22 giugno 2017 viene selezionato al Draft NBA 2017 dai Boston Celtics come terza scelta assoluta. Sceglie di indossare la divisa numero 0 lasciata libera da Avery Bradley, passato a seguito di uno scambio ai Detroit Pistons. Durante l'NBA Summer League 2017 nello Utah, Tatum mostra le sue abilità registrando di media 18,7 punti, 9,7 rimbalzi, 2,3 rubate, e 2,0 assist in circa 33 minuti a partita. Successivamente, a Las Vegas, Tatum produce un simile risultato con 17,7 punti, 8,0 rimbalzi, 1,0 assist, e 0,8 stoppate in 32 minuti di media. Viene nominato nel secondo quintetto della manifestazione con Bryn Forbes, Cheick Diallo, Wayne Selden e Kyle Kuzma.
Debutta nella NBA con una doppia doppia da 14 punti e 10 rimbalzi, nella sconfitta per 102-99 con i Cleveland Cavaliers. Successivamente viene nominato Rookie del mese della Eastern Conference per il mese di dicembre. Il 2 febbraio 2018 registra il suo nuovo massimo in carriera con 27 punti contro gli Atlanta Hawks. Viene quindi nominato nel primo quintetto All-Rookie, dopo aver tenuto le medie di 13,9 punti, 5 rimbalzi e 1,6 assist a partita nella regular season. Guida i suoi Celtics in finale di Conference, da cui escono sconfitti dai Cavs di LeBron James per 4-3. Tatum diventa il primo rookie dal 1970 a segnare 20 punti in 10 o più partite di Playoff (quando ci riuscì Kareem Abdul-Jabbar), finendo con 351 punti totali, uno in meno del record stabilito sempre da Jabbar, oltre a diventare l'unico rookie a segnare 20 o più punti in due gare-7.

#### La consacrazione a Boston (2019-)

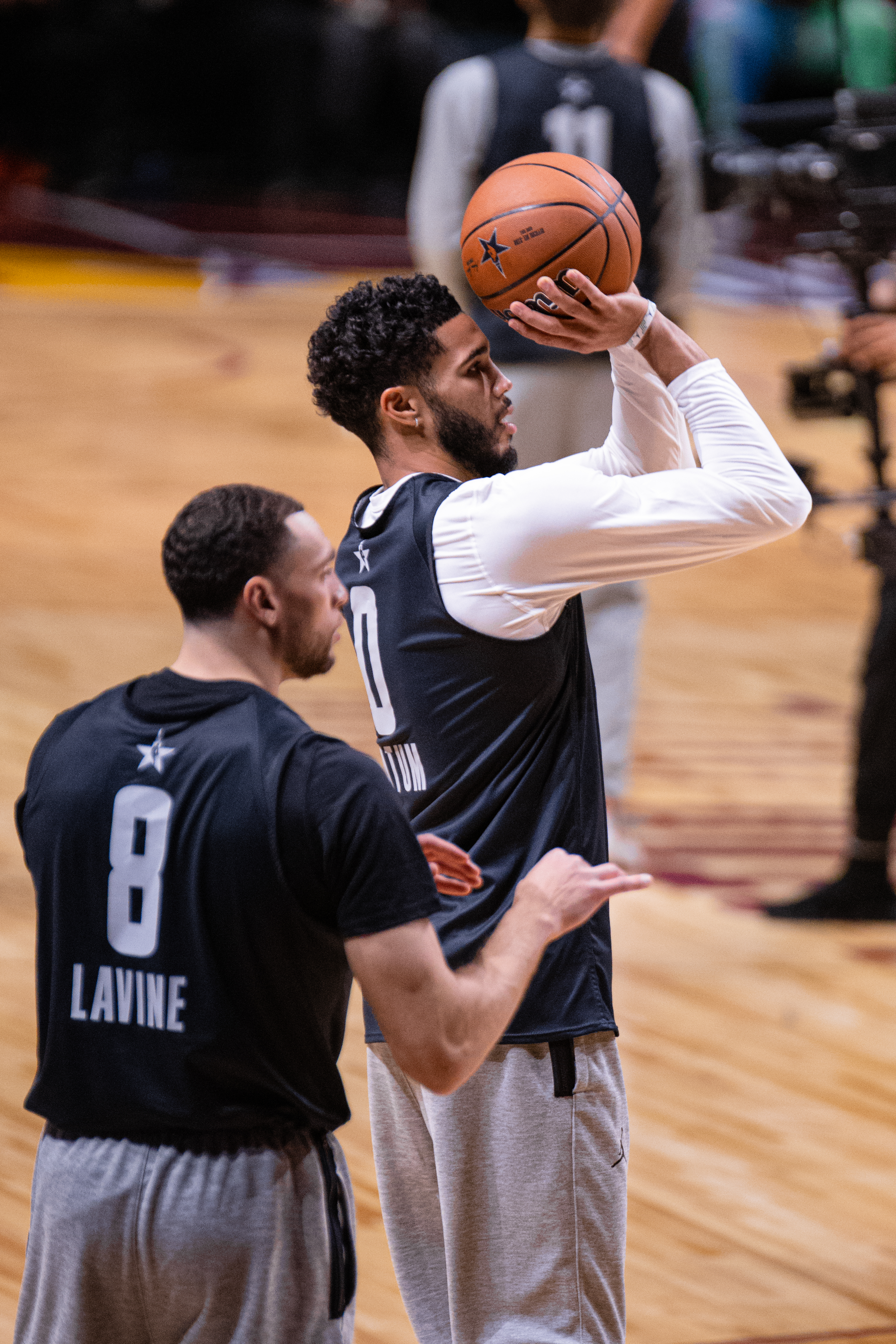
Tatum si prepara per l'All-Star Game 2022

È nella stagione 2019-20 che avviene la sua definitiva consacrazione, annata che lo vede diventare il primo giocatore dei Boston Celtics da Paul Pierce 2008 a segnare 20 o più punti per 9 partite consecutive. Migliora inoltre il suo career high mettendo a referto 41 punti contro i New Orleans Pelicans, il 12 gennaio 2020, registrando anche 6/9 da tre, 6 rimbalzi, 4 assist e 16/22 in tiri dal campo. Viene nominato anche, per la prima volta in carriera, giocatore della settimana della Eastern Conference, per aver portato i Celtics a 4 vittorie e 0 sconfitte nel giro di 7 giorni, realizzando 28 punti di media. Eguaglia nuovamente il suo career high per punti segnati la notte del 23 febbraio 2020, allo Staples Center di Los Angeles, serata nella quale i suoi Celtics escono sconfitti dai Lakers per 114-112, nonostante la prestazione “monstre” di Tatum. A fine partita tra l'altro riceve i complimenti anche da LeBron James, affrontato quella stessa notte, e da Kevin Garnett, presente allo stadio per osservare le prestazioni della sua ex squadra. Due giorni dopo migliora il suo career high in triple realizzate in una singola partita, mettendone 8 contro i Portland Trail Blazers, a conferma del suo momento di forma. Viene meritatamente premiato per la prima volta in carriera come giocatore del mese di febbraio della Eastern Conference, avendo portato i Celtics a 9 vittorie e sole 3 sconfitte nel giro di 30 giorni, e avendo realizzato 30,7 punti di media accompagnati da 7,9 rimbalzi e mostruose percentuali al tiro (49,4% dal campo e 48,1% nel tiro da tre). Queste prestazioni gli valsero anche la sua primissima convocazione agli NBA All-Star Game, rendendolo definitivamente una stella della lega NBA. Nei play-off della stessa stagione, svolti nella bolla di Orlando a causa dell'emergenza sanitaria Coronavirus, i Celtics si posizionano terzi nella Eastern Conference, dietro a Raptors e Bucks, e incontrano al primo turno dei playoff i Philadelphia 76ers, che vengono sconfitti in 4 gare. Al secondo turno affrontano la franchigia di Toronto, vincendo la serie in 7 gare molto combattute. La squadra non riuscirà però ad arrivare alle Finals NBA, uscendo sconfitta alle finali di Conference contro i Miami Heat. Tatum conduce la propria squadra tenendo la media di 25,7 punti e 10 rimbalzi in 17 partite. 
La notte del 9 aprile del 2021 mette a segno una delle due migliori prestazioni in carriera segnando 53 punti (massimo in carriera) e 10 rimbalzi, diventando il primo giocatore dei Boston Celtics dopo Larry Bird a mettere a segno una doppia doppia con almeno 50 punti. La sera del 19 aprile 2021 ha fatto registrare la sua prima tripla doppia di carriera contro i Chicago Bulls mettendo a segno 14 punti, 13 rimbalzi e 10 assist. Il 30 aprile i Celtics riescono a rimontare uno svantaggio di 32 punti contro i San Antonio Spurs e Tatum mette a segno un altro record: più giovane della storia dei Celtics a raggiungere 60 punti in una partita eguagliando di nuovo Larry Bird. Nello stesso mese Tatum diventa il primo giocatore dei Boston Celtics dai tempi di Kevin Garnett ad essere stato nominato per 3 volte in una sola stagione come Giocatore della Settimana della Eastern Conference. 
Con l'inizio della nuova stagione NBA 2021-2022 continua sempre ad avere il suo ruolo da giocatore chiave nella rotazione dei Boston Celtics. La sera del 23 gennaio 2022 contro i Washington Wizards registra un'altra prestazione che solo Larry Bird era riuscito a compiere nella storia dei Celtics, ovvero concludere una partita con almeno 50 punti, 10 rimbalzi e 5 assist. La sera del 9 marzo 2022, pochi giorni dopo aver compiuto 24 anni, eguaglia un altro record di Larry Bird: unico giocatore nella storia dei Celtics ad avere almeno 4 partite con almeno 50 punti in stagione regolare. Alla fine del mese di marzo del 2022 eguaglia un record che solo LeBron James era stato in grado di ottenere, ovvero essere nominato per 3 volte nello stesso mese Giocatore della Settimana.
Nel 2022-2023 finisce quarto nei voti per il titolo di Most Valuable Player della stagione regolare dopo essere stato eletto MVP dell'All-Star Game. Nei playoff si rende protagonista di una prestazione da 51 punti stabilendo un nuovo record per numero di punti in gara 7 il 14 maggio 2023 al TD Garden contro i Philadelphia 76ers, superando il record di Stephen Curry che ne aveva segnati 50 il 30 aprile dello stesso anno nella serie contro i Sacramento Kings.

## Statistiche
| * | Primo nella lega |

### NCAA
| Anno      | Squadra          | PG | PT | MP   | TC%  | 3P%  | TL%  | RP  | AP  | PRP | SP  | PP   |
| --------- | ---------------- | -- | -- | ---- | ---- | ---- | ---- | --- | --- | --- | --- | ---- |
| 2016-2017 | Duke Blue Devils | 29 | 27 | 33,3 | 45,2 | 34,2 | 84,9 | 7,3 | 2,1 | 1,3 | 1,1 | 16,8 |
| Carriera  | Carriera         | 29 | 27 | 33,3 | 45,2 | 34,2 | 84,9 | 7,3 | 2,1 | 1,3 | 1,1 | 16,8 |

#### Massimi in carriera
- Massimo di punti: 28 vs Virginia (15 febbraio 2017)[12]
- Massimo di rimbalzi: 14 vs Notre Dame (30 gennaio 2017)
- Massimo di assist: 6 vs Syracuse (22 febbraio 2017)
- Massimo di palle rubate: 4 (3 volte)
- Massimo di stoppate: 4 (2 volte)
- Massimo di minuti giocati: 40 (2 volte)

### NBA

#### Regular Season
| Anno       | Squadra        | PG  | PT  | MP   | TC%  | 3P%  | TL%  | RP  | AP  | PRP | SP  | PP   |
| ---------- | -------------- | --- | --- | ---- | ---- | ---- | ---- | --- | --- | --- | --- | ---- |
| 2017-2018  | Boston Celtics | 80  | 80  | 30,5 | 47,5 | 43,4 | 82,6 | 5,0 | 1,6 | 1,0 | 0,7 | 13,9 |
| 2018-2019  | Boston Celtics | 79  | 79  | 31,1 | 45,0 | 37,3 | 85,5 | 6,0 | 2,1 | 1,1 | 0,7 | 15,7 |
| 2019-2020  | Boston Celtics | 66  | 66  | 34,3 | 45,0 | 40,3 | 81,2 | 7,0 | 3,0 | 1,4 | 0,9 | 23,4 |
| 2020-2021  | Boston Celtics | 64  | 64  | 35,8 | 50,2 | 38,6 | 86,8 | 7,4 | 4,3 | 1,2 | 0,7 | 26,4 |
| 2021-2022  | Boston Celtics | 76  | 76  | 35,9 | 52,4 | 35,3 | 85,3 | 8,0 | 4,4 | 1,0 | 0,6 | 26,9 |
| 2022-2023  | Boston Celtics | 74  | 74  | 36,9 | 46,6 | 35,0 | 85,4 | 8,8 | 4,6 | 1,1 | 0,7 | 30,1 |
| 2023-2024† | Boston Celtics | 74  | 74  | 35,7 | 47,1 | 37,6 | 83,3 | 8,1 | 4,9 | 1,0 | 0,6 | 26,9 |
| 2024-2025  | Boston Celtics | 72  | 72  | 36,4 | 45,2 | 34,3 | 81,4 | 8,7 | 6,0 | 1,1 | 0,5 | 26,8 |
| Carriera   | Carriera       | 585 | 585 | 34,5 | 45,9 | 37,0 | 84,0 | 7,3 | 3,8 | 1,1 | 0,7 | 23,6 |
| All-Star   | All-Star       | 5   | 4   | 21,6 | 59,0 | 38,6 | 50,0 | 4,4 | 4,8 | 2,0 | 0,4 | 22,0 |

#### Play-off
| Anno     | Squadra        | PG  | PT  | MP    | TC%  | 3P%  | TL%  | RP   | AP  | PRP | SP  | PP   |
| -------- | -------------- | --- | --- | ----- | ---- | ---- | ---- | ---- | --- | --- | --- | ---- |
| 2018     | Boston Celtics | 19  | 19  | 35,9  | 47,1 | 32,4 | 84,5 | 4,4  | 2,7 | 1,2 | 0,5 | 18,5 |
| 2019     | Boston Celtics | 9   | 9   | 32,8  | 43,8 | 32,3 | 74,4 | 6,7  | 1,9 | 1,1 | 0,8 | 15,2 |
| 2020     | Boston Celtics | 17  | 17  | 40,6* | 43,4 | 37,3 | 81,3 | 10,0 | 5,0 | 1,0 | 1,2 | 25,7 |
| 2021     | Boston Celtics | 5   | 5   | 37,0  | 42,3 | 38,9 | 91,8 | 5,8  | 4,6 | 1,2 | 1,6 | 30,6 |
| 2022     | Boston Celtics | 24  | 24  | 41,0  | 42,6 | 39,3 | 80,0 | 6,7  | 6,2 | 1,2 | 0,9 | 25,6 |
| 2023     | Boston Celtics | 20  | 20  | 40,0  | 45,8 | 32,3 | 87,6 | 10,5 | 5,3 | 1,1 | 1,1 | 27,2 |
| 2024†    | Boston Celtics | 19  | 19  | 40,4  | 42,7 | 28,3 | 86,1 | 9,7  | 6,3 | 1,1 | 0,7 | 25,0 |
| 2025     | Boston Celtics | 8   | 8   | 40,3  | 42,3 | 37,2 | 88,9 | 11,5 | 5,4 | 2,1 | 0,8 | 28,1 |
| Carriera | Carriera       | 121 | 121 | 39,0  | 44,0 | 34,5 | 83,8 | 7,9  | 4,9 | 1,1 | 0,9 | 24,0 |

#### Massimi in carriera
- Massimo di punti: 60 vs San Antonio Spurs (30 aprile 2021)[13]
- Massimo di rimbalzi: 19 vs Golden State Warriors (20 gennaio 2023)
- Massimo di assist: 13 vs Golden State Warriors (2 giugno 2022)
- Massimo di palle rubate: 6 vs Brooklyn Nets (23 marzo 2022)
- Massimo di stoppate: 6 vs Brooklyn Nets (6 gennaio 2018)
- Massimo di minuti giocati: 51 vs Toronto Raptors (9 settembre 2020)

## Palmarès

### College
- McDonald's All-American Game (2016)
- Jordan Brand Classic (2016)
- Nike Hoop Summit (2016)

### NBA
- Campionato NBA: 1

Boston Celtics: 2024
- NBA Eastern Conference Finals MVP: 1

2022
- NBA All-Rookie First Team (2018)
- Convocazioni all'All-Star Game: 6

2020, 2021, 2022, 2023, 2024, 2025
- NBA All-Star Game MVP: 1 (2023)
- All-NBA Team : 5

First Team: 2022, 2023, 2024, 2025
Third Team: 2020
- All Star Taco Bell Skill Challenge (2019)

- All-NBA Summer League Second Team (2017)

### Nazionale
- Tokyo 2020
- Parigi 2024